# Cantonul Ducos
Cantonul Ducos este un canton din arondismentul Le Marin, Martinica, Franța.

## Comune
| Comune | Populație (1999) | Cod poștal | Cod INSEE |
| ------ | ---------------- | ---------- | --------- |
| Ducos  | 16.714           | 97224      | 97207     |